# Țibănești
Ţibăneşti es una comuna ubicada en el distrito de Iași, Rumania.

## Superficie
Cuenta con una superficie de 95,29 kilómetros cuadrados.

## Demografía
Hasta 2021 la población era de 6236 habitantes, con una densidad de población de 65,44 habitantes por kilómetro cuadrado.